# Kelle & Hildebrandt
Die Kelle & Hildebrandt GmbH war ein Unternehmen des Maschinenbaus und der Rüstungsindustrie mit Sitz in Dresden, das 1874 gegründet und 1946 enteignet wurde. Der bis 1990 in Volkseigentum stehende und 1993 verkaufte Nachfolgebetrieb gehört heute zur SBS-Gruppe.

## Geschichte
Das Unternehmen Kelle & Hildebrandt wurde 1874 durch den königlich sächsischen Hofschmiedemeister Dietrich Conrad Kelle und Adolf Hermann Hildebrandt im Dresdner Stadtteil Friedrichstadt gegründet. Die Eisengießerei stand auf dem Grundstück Hohenthalplatz 5/6. Nach dem Tod Hildebrandts im Jahr 1883 übernahmen dessen Söhne Emil als Technischer Direktor und Clemens als kaufmännischer Leiter seine Geschäftsanteile. Nachdem zwei Jahre später auch Kelle ausgeschieden war, wurden sie zu Alleininhabern.
Anfänglich handelte es sich um eine Schmiede und Gießerei. Das Geschäftsfeld erweiterte sich im Lauf der Jahre auf den Brücken- und Stahlbau sowie den Maschinenbau. Besonders bekannt wurde das Unternehmen für die Herstellung von Bühnenmaschinerien.
Das Unternehmen war mit seinen Erzeugnissen auf der Weltausstellung Paris 1889 vertreten. Eines der damaligen Ausstellungsstücke, ein schmiedeeiserner Altan, wurde später an der ehemaligen Privatvilla Emil Hildebrandts an der Borstraße in Radebeul wiederverwendet, die heute unter Denkmalschutz steht.
Als relativ modern für die damalige Zeit erwiesen sich die innerbetrieblichen Maßnahmen zur sozialen Absicherung der Angestellten. Seit 1891 bestand eine Unterstützungskasse für die Arbeiter, die ab 1896 zudem Anspruch auf bezahlten Urlaub hatten. Im Jahr 1899 kam es zur Einrichtung einer Betriebskrankenkasse für die damals bereits 850 Mitarbeiter.
In den letzten Jahren des 19. Jahrhunderts wurde die Produktion im neuen Werk an der Bosewitzer Straße in Großluga neben der Bahnstrecke Dresden–Bodenbach aufgenommen. Das Lugaer Betriebsgelände gehörte nach der Eingemeindung ab 1922 zu Niedersedlitz, das deshalb häufig als Unternehmenssitz angegeben wird. Bis zum Ende des Zweiten Weltkriegs blieb das Unternehmen im Besitz der Familie Hildebrandt.
Nach 1945 wurden Teile der Werksanlagen demontiert und in die Sowjetunion abtransportiert. Nach dem Volksentscheid in Sachsen am 30. Juni 1946 wurde das Unternehmen schließlich entschädigungslos enteignet und in Volkseigentum überführt. Walter Hildebrandt, einer der letzten Mitinhaber von Kelle & Hildebrandt, starb im Dezember 1952 70-jährig in Bad Kissingen.

## Produkte
Die Produktpalette von Kelle & Hildebrandt war breit gefächert. Hergestellt wurden hauptsächlich Erzeugnisse aus Eisen und Stahl. Dazu zählten Stahlskelettbauten, Brücken, Förderanlagen, Fernsehtürme, Bahnschienen, Gaslaternen, Straßenmasten sowie Schleusen- und Schachtdeckel. Eine Zeit lang produzierte Kelle & Hildebrandt auch Schienenfahrzeuge. Es entstanden vor allem Rollwagen für die Königlich Sächsischen Staatseisenbahnen, die auf den Schmalspurbahnen in Sachsen zum Einsatz kamen.
Um 1900 führte Kelle & Hildebrandt erste Bühnentechnik-Aufträge aus. Seither belieferte das Unternehmen viele deutsche und internationale Opernhäuser und Theater mit der technischen Ausstattung für deren Bühnen.
Während beider Weltkriege stellte Kelle & Hildebrandt diverse Rüstungsgüter für das Deutsche Heer und die Wehrmacht her. Im Zweiten Weltkrieg war das Unternehmen einer der bedeutenden Rüstungsbetriebe Dresdens und produzierte ab 1943 vorwiegend Sektionen für die neuen U-Boote des Typs XXI. Das Lugaer Werk lag allerdings 10 km von der Innenstadt entfernt und somit weit außerhalb des Bereichs des Flächenbombardements der Luftangriffe auf Dresden vom Februar 1945, allerdings traf ein einzelner Bombenabwurf in Niedersedlitz genau dieses Werk.
Für verschiedene Dresdner Gebäude führte Kelle & Hildebrandt bzw. der Nachfolgebetrieb Stahlbauten aus, beispielsweise die Dachkonstruktion der Kreuzkirche, die Stahlkonstruktion für das Requisitengebäude der Semperoper und die Hauptmarkthalle in der Friedrichstadt. Auch der Greifenbachviadukt und der Stahlfachwerkturm für den Personenaufzug Bad Schandau gehen auf das Unternehmen zurück.

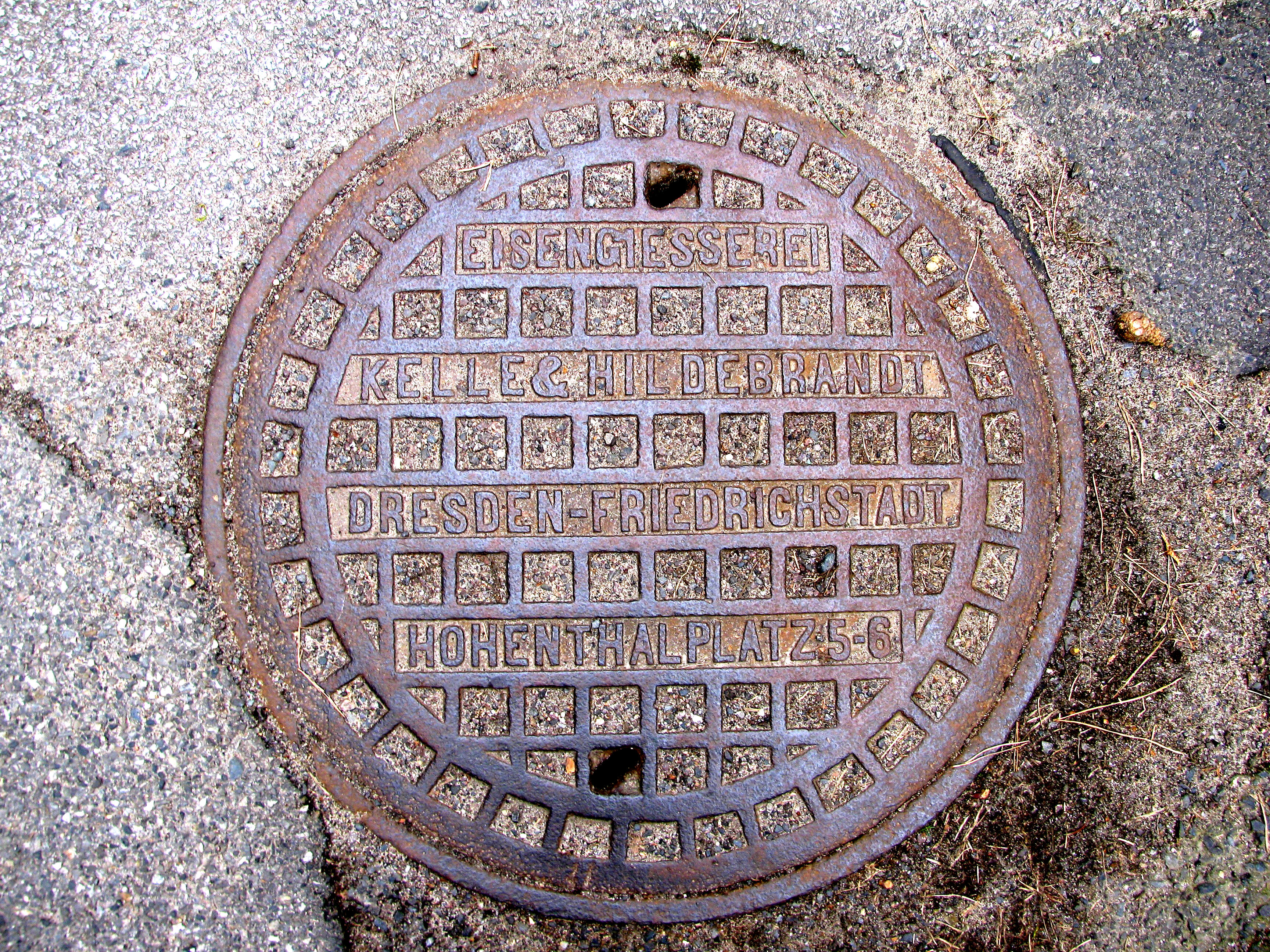
Schachtdeckel auf einer Straße in Hellerau
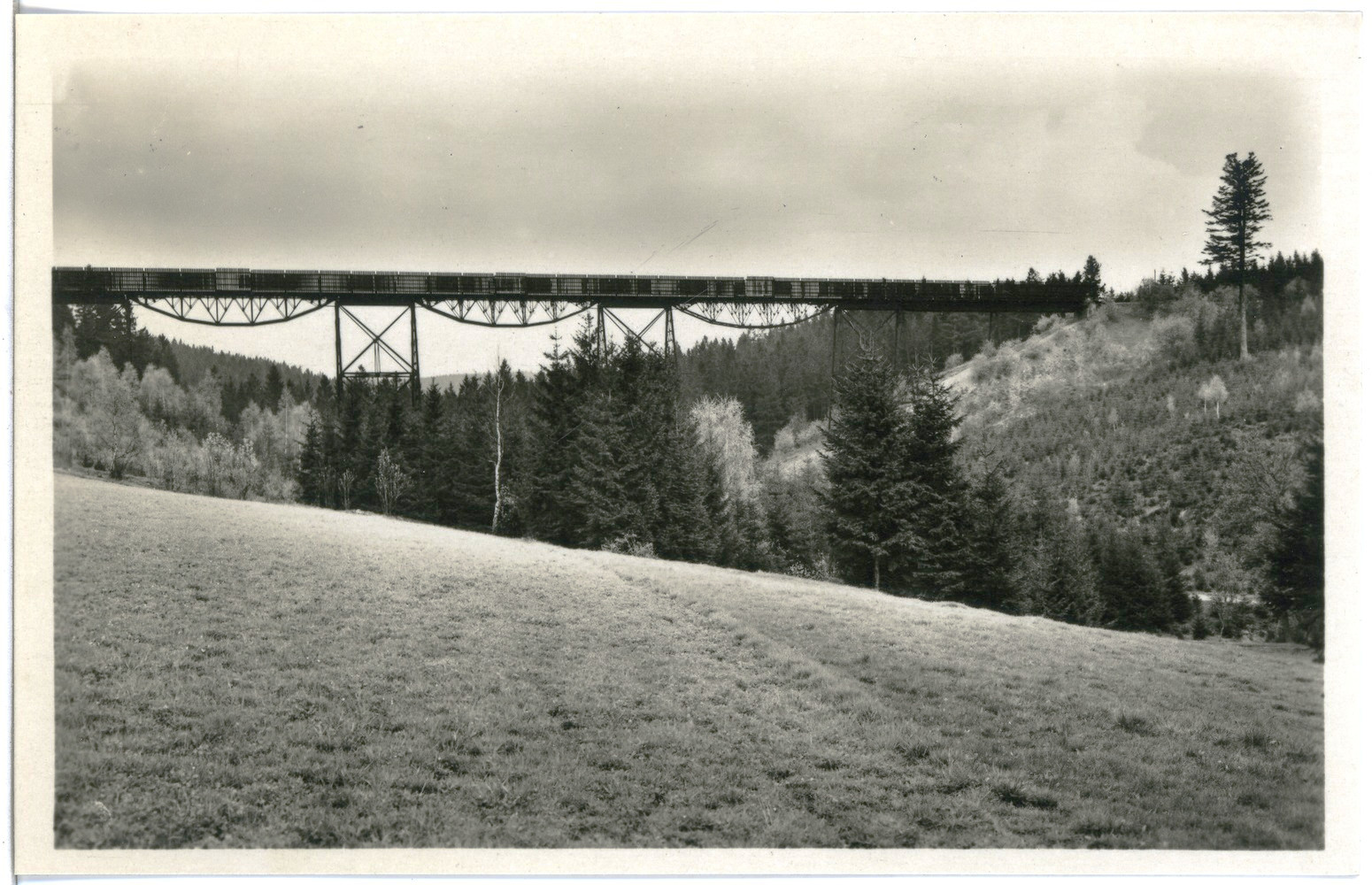
Greifenbachviadukt (erbaut 1904–1906)
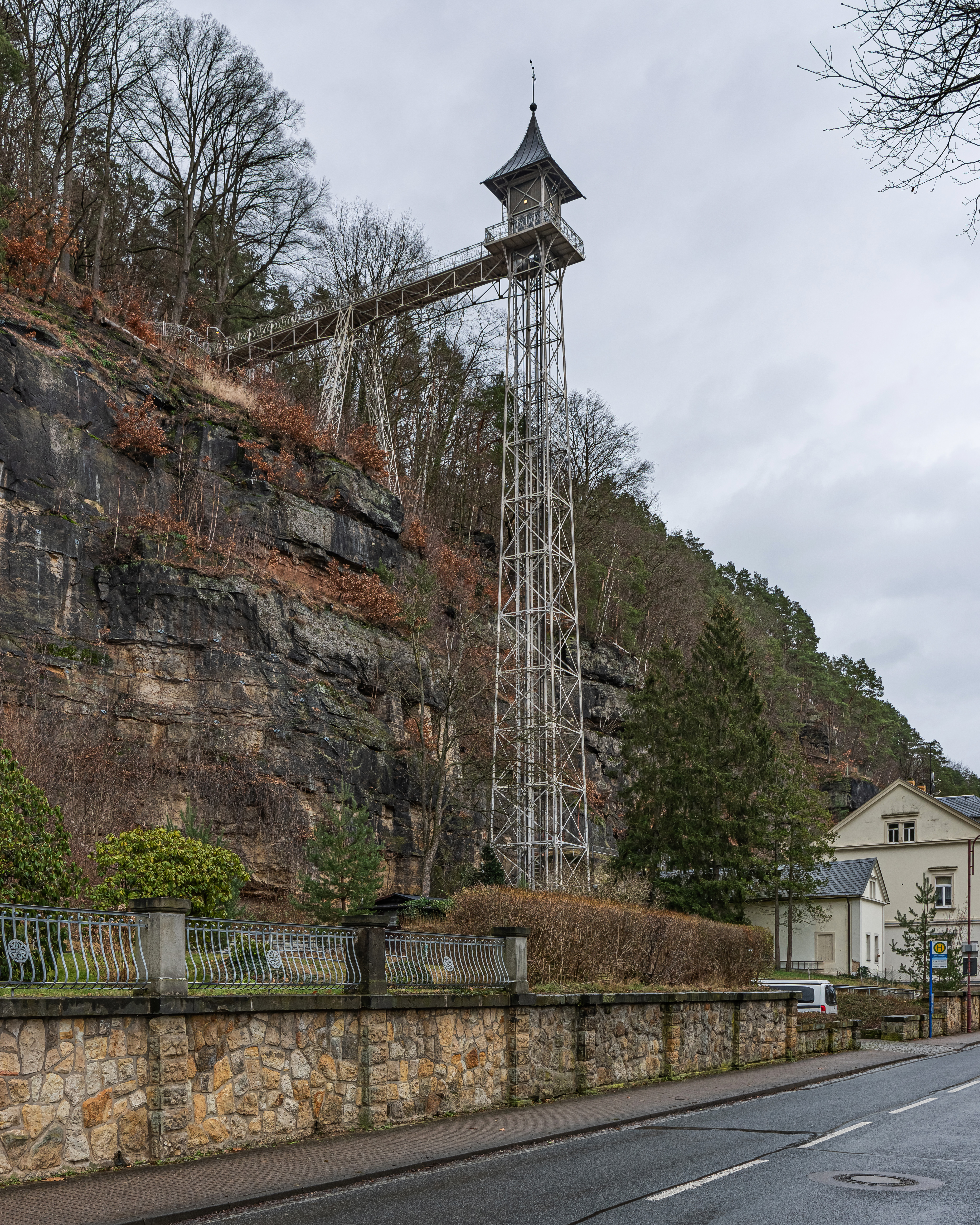
Stahlfachwerkturm des Personenaufzugs in Bad Schandau (fertiggestellt 1905)
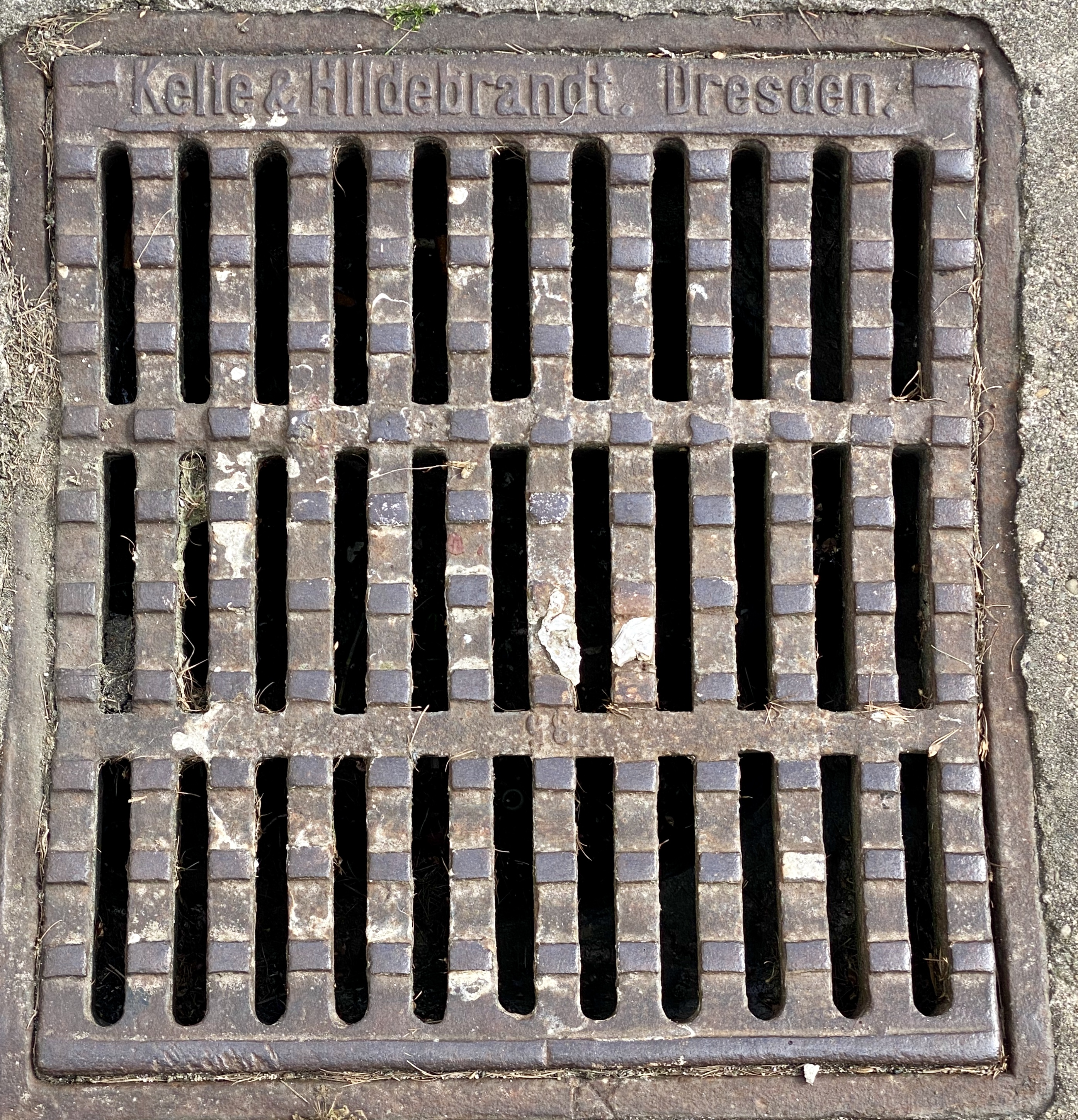
Kanalgitter in Bad Liebenwerda (produziert um 1910)

## Nachfolgebetrieb
In der Zeit der DDR bestand das Werk als VEB Sächsischer Brücken- und Stahlhochbau Dresden (SBS) weiter. Bereits in der unmittelbaren Nachkriegszeit war der Betrieb am Wiederaufbau kriegszerstörter Infrastruktur beteiligt, so zum Beispiel bei der notdürftigen Wiederherstellung der Stadtbrücke Pirna. Danach entwickelte er sich immer mehr zu einem bedeutenden Exportbetrieb. Er war Teil des Kombinats TAKRAF.
Nach der Wende ging der VEB SBS in den Verantwortungsbereich der Treuhandanstalt über und wurde 1993 von der GEA AG in Frankfurt am Main übernommen. Seit einem Management-Buy-out seitens leitender Mitarbeiter im Jahr 1998 ist das Unternehmen wieder selbständig und wird heute wieder als standortprägender Maschinenbaubetrieb beschrieben. Der Sektor Bühnentechnik besteht bis heute; bei einer Umstrukturierung 2002 entstanden in der SBS-Gruppe auch eigene Sparten für Metall- und Steuerungstechnik und u. a. Niederlassungen in Berlin, Shanghai und Hongkong. Das Unternehmen mit seinen etwa 170 Mitarbeitern in Dresden gehört zu den Weltmarktführern im Bereich Theaterbühnentechnik mit den Referenzobjekten Konzertsaal Luzern, Royal Opera House in London und Frankfurter Schauspielhaus.